# Кастьоне-Андевенно
Кастьо́не-Андеве́нно (итал. Castione Andevenno) — коммуна в Италии, в провинции Сондрио области Ломбардия.
Население составляет 1 553 человека, плотность населения составляет 91 чел./км². Занимает площадь 17 км². Почтовый индекс — 23012. Телефонный код — 0342.
Покровителем коммуны почитается святитель Мартин Турский, празднование 11 ноября.